# Список глав Уганды
Список глав Уганды включает лиц, являвшихся главой государства Уганды после обретения ею независимости в 1962 году, включая правившего монарха и представлявшего его генерал-губернатора, избранных президентов после провозглашения в 1963 году республики, а также руководителей военной администрации.
В настоящее время главой государства и правительства является Президент Уганды (англ. President of Uganda). Согласно действующей редакции конституции, президент избирается всенародным голосованием на 5 лет с правом неоднократного переизбрания. Глава государства является гарантом нормального и непрерывного функционирования государственных органов, национальной независимости и территориальной целостности, следит за сохранением и уважением национального суверенитета как внутри страны, так и за её пределами, является гарантом национального единства. В случае вакантности поста обязанности президента исполняет вице-президент.
Использованная в первом столбце таблиц нумерация является условной; также условным является использование в первом столбце цветовой заливки, служащей для упрощения восприятия принадлежности лиц к различным политическим силам без необходимости обращения к столбцу, отражающему партийную принадлежность. Наряду с партийной принадлежностью, в столбце «Партия» также отражён беспартийный статус персоналий. В столбце «Выборы» отражены состоявшиеся выборные процедуры или иные основания получения полномочий. Для удобства список разделён на принятые в историографии периоды истории страны. Приведённые в преамбулах к каждому из разделов описания этих периодов призваны пояснить особенности её политической жизни.

## Уганда (королевство Содружества, 1962—1963)
9 октября 1962 года протекторат Уганда был провозглашён независимым королевством Содружества Уганда (англ. Uganda). Правящим монархом нового государства стала Елизавета II, которую представлял назначаемый ею генерал-губернатор и главнокомандующий Уганды (англ. Governor-General and Commander-in-Chief of Uganda), осуществлявший большую часть полномочий монарха, служа его воле. Назначение генерал-губернатора происходило по рекомендации кабинета министров Уганды без участия британского правительства. Правовое положение монарха и генерал-губернатора было определено нормами, основанными на Вестминстерском статуте 1931 года.
Елизавета II посещала страну дважды: впервые как монарх метрополии с 28 по 30 апреля 1954 года, затем с 21 по 24 ноября 2007 года в качестве главы Содружества наций.
| Портрет       | Имя (годы жизни)                                                                                             | Полномочия     | Полномочия | Династия                        | Наименование титула | Пр.         |
| Портрет       | Имя (годы жизни)                                                                                             | Начало         | Окончание | Династия                        | Наименование титула | Пр.         |
| ------------- | --- | -------------- | --- | ------------------------------- | --- | ----------- |
|               | Елизавета II (1926—2022) англ. Elizabeth II (урожд. Элизабет Александра Мэри англ. Elizabeth Alexandra Mary) | 9 октября 1962 | 2 ноября 1962 | Виндзоры англ. House of Windsor | Милостью Божьей, Соединённого Королевства Великобритании и Северной Ирландии и других её королевств и территорий королева, глава Содружества, защитница веры англ. By the Grace of God, of the United Kingdom of Great Britain and Northern Ireland and of Her other Realms and Territories Queen, Head of the Commonwealth, Defender of the Faith | [ 7 ] [ 8 ] |
| 2 ноября 1962 | Елизавета II (1926—2022) англ. Elizabeth II (урожд. Элизабет Александра Мэри англ. Elizabeth Alexandra Mary) | 8 октября 1963 | Милостью Божьей, королева Уганды и других её королевств и территорий, глава Содружества англ. By the Grace of God, Queen of Uganda and of Her Other Realms and Territories, Head of the Commonwealth | Виндзоры англ. House of Windsor | | [ 7 ] [ 8 ] |

### Список генерал-губернаторов Уганды
|        | Портрет | Имя (годы жизни)                                             | Полномочия     | Полномочия     | Наименование должности                                                                                | Пр.   |
| Начало | Портрет | Имя (годы жизни)                                             | Окончание      |                | Наименование должности                                                                                | Пр.   |
| ------ | ------- | ------------------------------------------------------------ | -------------- | -------------- | --- | ----- |
| 1      |         | Уолтер Флеминг Куттс (1912—1988) англ. Walter Fleming Coutts | 9 октября 1962 | 8 октября 1963 | Генерал-губернатор и главнокомандующий Уганды англ. Governor-General and Commander-in-Chief of Uganda | [ 9 ] |

## Суверенное государство Уганда (1963—1966)
Демократическая партия, образованная в 1954 году и состоявшая преимущественно из католиков, и протестантский Народный конгресс Уганды (НКУ), созданный Милтоном Оботе в 1960 году, выступали против доминирования королевства Буганды в политической системе протектората. В 1961 году на выборах в Национальное собрание они одержали победу, поскольку бугандийские роялисты решили не участвовать в выборах. Не получившие гарантий особого статуса для Буганды роялисты образовали партию «Кабака Екка» и на перевыборах 1962 года выступили единым блоком со сторонниками Оботе из НКУ, опасавшимися растущего влияния католиков. Альянс, выступавший с идеей федеративного устройства независимой Уганды и одобрявший предоставление кабаке Буганды дополнительных полномочий, добился победы на выборах, что привело к получению Оботе поста премьер-министра в апреле 1962 года. 9 октября 1963 года вступил в силу закон о внесении поправок в конституцию, принятый Национальным собранием 26 сентября, в соответствии с которым страна провозглашалась Суверенным государством Уганда (англ. Sovereign State of Uganda); президентом федеративной монархии стал кабака Буганды Мутеса II.
В 1964 году Вооружённые силы Уганды подняли мятеж, для устранения которого правительству пришлось прибегнуть к помощи британских войск, при этом после мятежа власти страны удовлетворили требования военных, поспособствовав усилению их влияния (в том числе майора Иди Амина, сблизившегося с премьер-министром Милтоном Оботе) в политической жизни Уганды. В том же году, несмотря на сопротивление народа ганда, населявшего Буганду, Оботе инициировал проведение референдума о возвращении королевству Буньоро исторических территорий, переданных британцами Буганде в конце XIX века. 22 февраля 1966 года Оботе объявил об отстранении Мутесы от исполнения обязанностей президента, сославшись на его реакцию на референдум по утраченным бугандийским территориям, приказ о перемещении войск без консультации с правительством и поиски иностранной военной поддержки. Премьер-министр приостановил действие конституции, отправил правителей традиционных королевств в ссылку и при поддержке Амина арестовал министров, выступивших против него с обвинениями в коррупции и тайном вмешательстве во внутренние дела ДР Конго. 2 марта Оботе объявил, что обязанности главы государства перешли к премьер-министру. 15 апреля Национальное собрание приняло разработанную Оботе конституцию, в соответствии с которой Оботе занял пост президента Уганды.
|        | Портрет | Имя (годы жизни) | Полномочия      | Полномочия      | Партия                                              | Наименование должности                                | Пр.                  |
| Начало | Портрет | Имя (годы жизни) | Окончание       |                 | Партия                                              | Наименование должности                                | Пр.                  |
| ------ | ------- | --- | --------------- | --------------- | --------------------------------------------------- | ----------------------------------------------------- | -------------------- |
| 1      |         | Эдуард Фредерик Уильям Дэвид Валугембе Мутеби Лувангула Мутеса (1924—1969) англ. Edward Frederick William David Walugembe Mutebi Luwangula Mutesa | 9 октября 1963  | 22 февраля 1966 | Кабака Екка в коалиции с Народным конгрессом Уганды | Президент Уганды англ. President of Uganda            | [ 11 ] [ 13 ] [ 14 ] |
| —      |         | Аполло Милтон Опето Оботе (1925—2005) англ. Apollo Milton Opeto Obote                                                                             | 22 февраля 1966 | 15 апреля 1966  | Народный конгресс Уганды                            | Премьер-министр Уганды англ. Prime Minister of Uganda | [ 12 ] [ 15 ] [ 16 ] |
| и. о.  |         | Аполло Милтон Опето Оботе (1925—2005) англ. Apollo Milton Opeto Obote                                                                             | 22 февраля 1966 | 15 апреля 1966  | Народный конгресс Уганды                            | Премьер-министр Уганды англ. Prime Minister of Uganda | [ 12 ] [ 15 ] [ 16 ] |

## Республика Уганда (с 1966)
15 апреля Национальное собрание приняло конституцию, в соответствии с которой премьер-министр Милтон Оботе занял пост президента Уганды. 8 сентября 1967 года была принята новая конституция, провозгласившая страну унитарной Республикой Уганда (англ. Republic of Uganda); традиционные королевства были упразднены, а привилегии знати ликвидированы. 25 января 1971 года в результате военного переворота к власти пришёл генерал Иди Амин, который в 1972 году взял курс на «угандизацию» — национализацию азиатской и позже европейской собственности, передачу иностранных предприятий африканским предпринимателям и высылку лиц индо-пакистанского происхождения без угандийского гражданства. Численность армии была увеличена втрое, расширены закупки оружия. Однако политика Амина привела к экономическим трудностям и росту дефицита. В апреле 1979 года в ходе спровоцированной Угандой войны с Танзанией войска Амина были разбиты при поддержке отрядов повстанческого Фронта национального освобождения Уганды (ФНОУ), Амин бежал из страны, а власть перешла к председателю ФНОУ Юсуфу Луле, которого уже в июне сменил Годфри Бинайса.
В мае 1980 года в результате переворота к власти пришла Военная комиссия под руководством Пауло Муванги, вскоре заменённая триумвиратом — Президентской комиссией. В декабре состоялись выборы в Национальное собрание, победу на которых одержал НКУ, его лидер Милтон Оботе вновь стал президентом страны. Второе президентство Оботе сопровождалось политической нестабильностью. В 1981 году началась партизанская война против правящего режима, в которой принимали участие 5 военно-политических группировок, наиболее действенной из которых являлась группа Йовери Мусевени — Армия национального сопротивления (АНС), развернувшая боевые действия на западе и в центре Уганды. В июле 1985 года произошёл военный переворот, в ходе которого управление страной перешло к Военной комиссии под руководством бригадира Базилио Окелло. Вскоре главой государства стал Тито Окелло, который в январе 1986 года был свернут в результате захвата столицы Уганды Кампалы силами АНС. Власть перешла к Мусевени, объявленному президентом. Правящей политической силой стало Движение национального сопротивления. Были объявлены планы построения самодостаточной экономики и развития институтов демократии. К управлению страной привлекались представители различных этнических, религиозных и военных групп. В 1995 году была принята новая конституция. В 2005 году парламент Уганды принял поправку к конституции об отмене срока пребывания на посту президента, что позволило Мусевени выдвигать свою кандидатуру на пост президента на выборах в 2006, 2011, 2016 и 2021 годах (на всех одерживая победу).
|           | Портрет                                                              | Имя (годы жизни)                                                      | Полномочия      | Полномочия                           | Партия                                  | Выборы                                                      | Наименование должности | Пр.                  |
| Начало    | Портрет                                                              | Имя (годы жизни)                                                      | Окончание       |                                      | Партия                                  | Выборы                                                      | Наименование должности | Пр.                  |
| --------- | -------------------------------------------------------------------- | --------------------------------------------------------------------- | --------------- | ------------------------------------ | --------------------------------------- | ----------------------------------------------------------- | --- | -------------------- |
| 2 (I)     |                                                                      | Аполло Милтон Опето Оботе (1925—2005) англ. Apollo Milton Opeto Obote | 15 апреля 1966  | 25 января 1971                       | Народный конгресс Уганды                | [ комм. 5 ]                                                 | Президент Уганды англ. President of Uganda                                                                                                 | [ 12 ] [ 15 ] [ 16 ] |
| 3 (I—II)  |                                                                      | Иди Амин Дада Уме (1925—2003) англ. Idi Amin Dada Oumee               | 26 января 1971  | 12 марта 1971                        | военный                                 | [ комм. 7 ]                                                 | Военный глава государства англ. Military Head of State                                                                                     | [ 19 ] [ 20 ] [ 21 ] |
| 3 (I—II)  | 12 марта 1971                                                        | Иди Амин Дада Уме (1925—2003) англ. Idi Amin Dada Oumee               | 25 июня 1976    | [ комм. 8 ]                          | военный                                 | Президент Уганды англ. President of Uganda                  | | [ 19 ] [ 20 ] [ 21 ] |
| 3 (I—II)  | 25 июня 1976                                                         | Иди Амин Дада Уме (1925—2003) англ. Idi Amin Dada Oumee               | 11 апреля 1979  | [ комм. 10 ]                         | военный                                 | Пожизненный президент Уганды англ. Life President of Uganda | | [ 19 ] [ 20 ] [ 21 ] |
| 4         |                                                                      | Юсуфу Киронде Луле (1912—1985) англ. Yusufu Kironde Lule              | 13 апреля 1979  | 20 июня 1979                         | Фронт национального освобождения Уганды | [ комм. 12 ]                                                | Президент Уганды англ. President of Uganda                                                                                                 | [ 22 ] [ 23 ] [ 24 ] |
| 5         |                                                                      | Годфри Луквонга Бинайса (1920—2010) англ. Godfrey Lukwonga Binaisa    | 20 июня 1979    | 12 мая 1980                          | Фронт национального освобождения Уганды | [ комм. 14 ]                                                | Президент Уганды англ. President of Uganda                                                                                                 | [ 25 ] [ 26 ] [ 27 ] |
| —         |                                                                      | Пауло Муванга (1924—1991) англ. Paulo Muwanga                         | 12 мая 1980     | 22 мая 1980                          | Фронт национального освобождения Уганды | [ комм. 15 ]                                                | Председатель Военной комиссии Фронта национального освобождения англ. Chairman of the Military Commission of the National Liberation Front | [ 28 ] [ 29 ] [ 30 ] |
| —         |                                                                      | Сауло Мусоке (1920—2011) англ. Saulo Musoke                           | 22 мая 1980     | 15 декабря 1980                      | беспартийный                            | [ комм. 16 ]                                                | Президентская комиссия англ. Presidential Commission                                                                                       | [ 31 ]               |
| —         | Поликарп Ньямучончо (?—?) англ. Polycarp Nyamuchoncho                |                                                                       | 22 мая 1980     | 15 декабря 1980                      | беспартийный                            | [ комм. 16 ]                                                | Президентская комиссия англ. Presidential Commission                                                                                       | [ 31 ]               |
| —         | Йовери Хантер Вача-Олвол (1923—2017) англ. Yoweri Hunter Wacha-Olwol |                                                                       | 22 мая 1980     | 15 декабря 1980                      | беспартийный                            | [ комм. 16 ]                                                | Президентская комиссия англ. Presidential Commission                                                                                       | [ 31 ]               |
| 2 (II)    |                                                                      | Аполло Милтон Опето Оботе (1925—2005) англ. Apollo Milton Opeto Obote | 15 декабря 1980 | 27 июля 1985                         | Народный конгресс Уганды                | 1980                                                        | Президент Уганды англ. President of Uganda                                                                                                 | [ 12 ] [ 15 ] [ 16 ] |
| —         |                                                                      | Базилио Олара Окелло (1929—1990) англ. Bazilio Olara Okello           | 27 июля 1985    | 29 июля 1985                         | военный                                 | [ комм. 18 ]                                                | Председатель Военной комиссии англ. Chairman of the Military Commission                                                                    | [ 32 ]               |
| 6         |                                                                      | Тито Окелло Лутва (1914—1996) англ. Tito Okello Lutwa                 | 29 июля 1985    | 26 января 1986                       | военный                                 | [ комм. 20 ]                                                | Глава государства Республики Уганда англ. Head of State of the Republic of Uganda                                                          | [ 33 ] [ 34 ] [ 30 ] |
| —         |                                                                      | Йовери Кагута Мусевени (1944—) англ. Yoweri Kaguta Museveni           | 26 января 1986  | 29 января 1986                       | военный                                 | [ комм. 21 ]                                                | Председатель Национального совета сопротивления англ. Chairman of the National Resistance Council                                          | [ 35 ] [ 36 ] [ 37 ] |
| 7 (I—VII) | 29 января 1986                                                       | Йовери Кагута Мусевени (1944—) англ. Yoweri Kaguta Museveni           | 12 мая 1996     | Движение национального сопротивления | [ комм. 22 ]                            | Президент Уганды англ. President of Uganda                  | | [ 35 ] [ 36 ] [ 37 ] |
| 7 (I—VII) | 12 мая 1996                                                          | Йовери Кагута Мусевени (1944—) англ. Yoweri Kaguta Museveni           | 12 мая 2001     | Движение национального сопротивления | 1996                                    | Президент Уганды англ. President of Uganda                  | | [ 35 ] [ 36 ] [ 37 ] |
| 7 (I—VII) | 12 мая 2001                                                          | Йовери Кагута Мусевени (1944—) англ. Yoweri Kaguta Museveni           | 12 мая 2006     | Движение национального сопротивления | 2001                                    | Президент Уганды англ. President of Uganda                  | | [ 35 ] [ 36 ] [ 37 ] |
| 7 (I—VII) | 12 мая 2006                                                          | Йовери Кагута Мусевени (1944—) англ. Yoweri Kaguta Museveni           | 12 мая 2011     | Движение национального сопротивления | 2006                                    | Президент Уганды англ. President of Uganda                  | | [ 35 ] [ 36 ] [ 37 ] |
| 7 (I—VII) | 12 мая 2011                                                          | Йовери Кагута Мусевени (1944—) англ. Yoweri Kaguta Museveni           | 12 мая 2016     | Движение национального сопротивления | 2011                                    | Президент Уганды англ. President of Uganda                  | | [ 35 ] [ 36 ] [ 37 ] |
| 7 (I—VII) | 12 мая 2016                                                          | Йовери Кагута Мусевени (1944—) англ. Yoweri Kaguta Museveni           | 12 мая 2021     | Движение национального сопротивления | 2016                                    | Президент Уганды англ. President of Uganda                  | | [ 35 ] [ 36 ] [ 37 ] |
| 7 (I—VII) | 12 мая 2021                                                          | Йовери Кагута Мусевени (1944—) англ. Yoweri Kaguta Museveni           | действующий     | Движение национального сопротивления | 2021                                    | Президент Уганды англ. President of Uganda                  | | [ 35 ] [ 36 ] [ 37 ] |